# Sainyabuli
Sainyabuli is de hoofdstad van de provincie Sainyabuli, Laos. Het ligt aan Route 4 die het samen met Route 13 verbindt met Luang Prabang, ongeveer 80 kilometer naar het noordoosten over de weg en met de Thaise grens over de Luang Prabang Range in het zuidwesten. Er is een paspoortcontrolepunt in de buurt. Sainyabuli Airport ligt ten zuidwesten van de stad.
De hoofdstad staat aan de oevers van de Nam Hung, een zijrivier van de Mekong rivier naar het noordelijke uiteinde van de provincie. Het gebied is naar verluidt een kerngebied voor militaire betrokkenheid bij illegale houthandel. 

## Bezienswaardigheden
Wat Si Bun Huang, een boeddhistische tempel van meer dan 500 jaar oud, ligt in het zuidelijke deel van de stad. Ook opmerkelijk is Wat Si Phan Don, bekend om zijn diamantvormige stoepa en Wat Sisavang Vong, naar verluidt opgericht door koning Sisavang Vong zelf op de plaats van een voormalige tempel. De stad bevat een museum en een bibliotheek en twee busstations die elk ongeveer 2 kilometer ten noorden en ten zuiden van de stad liggen. 
Dit artikel of een eerdere versie ervan is een (gedeeltelijke) vertaling van het artikel Sainyabuli op de Engelstalige Wikipedia, dat onder de licentie Creative Commons Naamsvermelding/Gelijk delen valt. Zie de bewerkingsgeschiedenis aldaar.